# Rampart socijalni centar
RampART je skvotirani socijalni centar u oblasti Vajtčepel u Istočnom Londonu. Nastao je preuređenjem napuštene građevine u Rampart ulici, koja je pre toga bila islamska ženska škola. Centar omogućuje prostor širokom spektru grupa za izvođenje njihovih aktivnosti. Vode ga volonteri, oslonjeni isključivo na samofinansiranje, odlučivanje putem konsenzusa i uradi sam kulturu.

## Nastanak
RampART je otvoren 21. maja 2004. od raznovrsne skupine umetnika, lokalnih grupa i političkih aktivista, inspirisan socijanim centrima u Rimu, poput Forte Prenestina. Tokom prve godine, centar je organizovao preko 100 kulturnih i političkih dešavanja, i postao je jedan od značajnih aktivističkih mesta u Londonu. 
Centar primarno funkcioniše kao otvoreni autonomni protor koji vode volonteri, a svako može da se uključi i da daje predloge na otvorenim sastancima koji se održavaju jednom sedmično. Svi projekti se vode volonterski od strane zainteresovanih, u duhu saradnje, solidarnosti i uzajamne pomoći. Ne finansiraju se putem komercijalnih aktivnosti, već putem dobrovoljnih priloga, benefit žurki, filmskih projekcija i slično. 

## Projekti
- Kulturne aktivnosti: amatersko pozorište, umetničke postavke, akustični koncerti, filmske večeri svakog četvrtka, slem poezija, foto izložbe, političke diskusije i sastanci.
- Uzajamno podučavanje i radionice: časovi plesa, samba, radio, žonliranje, štampanje, tai či, popravke bicikla, časovi jezika, rad na računaru.
- Ostali projekti: besplatna radnja, biblioteka, medijska laboratorija, internet kafe, menza i bar.

## Dešavanja
Organizuju prikupljanje priloga za političke zatvorenike u Argentini, Boliviji i Čileu, za mobilizaciju protiv samita G8, itd. Tokom Evropskog socijalnog foruma Rampart je ugostio preko 50 posetilaca iz cele Evrope. 
U Rampartu se organizuju serije filmskih festivala, često na temu pobune i otpora širom sveta. Takođe je organizovan i festival bliskoistočnog filma. Film Majkla Mura Farenhajt9/11 je ovde prikazan pre zvanične premijere.
Radio, koji započeo emitovanje u oktobru 2004. da bi pokrio dešavanja Evropskog socijalnog foruma, i danas emituje nezavisne vesti, saopštenja i muziku. 

## Spoljašnje veze
- Rampart haklab
- Rampart samba bend Архивирано на веб-сајту  (15. мај 2008)